# Alessandro Fedeli
Alessandro Fedeli (ur. 2 marca 1996 w Negrar) – włoski kolarz szosowy.

## Osiągnięcia
Opracowano na podstawie:

2014
- 1. miejsce w Gran Premio Sportivi di Sovilla

2017
- 1. miejsce na 4. etapie Giro Ciclistico della Valle d’Aosta Mont Blanc

2018
- 1. miejsce w Trofeo Edil C
- 1. miejsce w Gran Premio della Liberazione
- 1. miejsce na 3. etapie Giro Ciclistico della Valle d’Aosta Mont Blanc

2019
- 1. miejsce na 1. etapie Tour du Rwanda
- 1. miejsce na 6. etapie Tour of Croatia

2020
- 1. miejsce na 4. etapie Tour du Limousin

2022
- 2. miejsce w Tour of Antalya
- 2. miejsce w GP Industria & Artigianato di Larciano

2023
- 3. miejsce w Eschborn–Frankfurt

## Rankingi
| Rok             | 2015 | 2016  | 2017  | 2018 | 2019  | 2020 | 2021  | 2022 | 2023 |
| --------------- | ---- | ----- | ----- | ---- | ----- | ---- | ----- | ---- | ---- |
| World Ranking   |      | 1787. | 1958. | 800. | 1059. | 172. | 1151. | 237. | 276. |
| UCI Europe Tour | 869. | 1183. | 1247. | 504. | 757.  | 142. | 852.  | 194. | -    |
| UCI Asia Tour   | -    | -     | -     | 762. |       |      |       |      |      |
|                 |      |       |       |      |       |      |       |      |      |
| Źródło: UCI     |      |       |       |      |       |      |       |      |      |